# Uspallata
Uspallata ist eine argentinische Kleinstadt im Departamento Las Heras in der Provinz Mendoza.

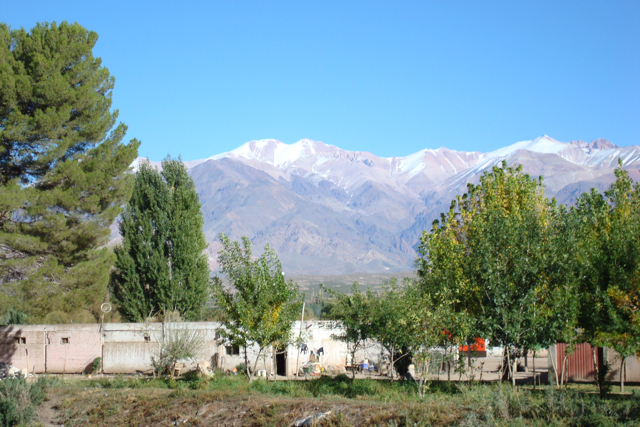
Blick auf die Cordillera del Tigre von Uspallata aus

## Lage
Die Kleinstadt liegt im Tal des Arroyo Uspallata nördlich von dessen Einmündung in den Río Mendoza zwischen Vor- und Hauptkordillere der Anden auf einer Höhe von 1750 bis 2040 Meter. Drei Gebirgsmassive – Cerro Aspero (3.357 Meter – östlich), Cerro Penitentes (4351 Meters – südwestlich) und Cerro Tigre (5675 Meter – nordwestlich) bestimmen das Panorama.

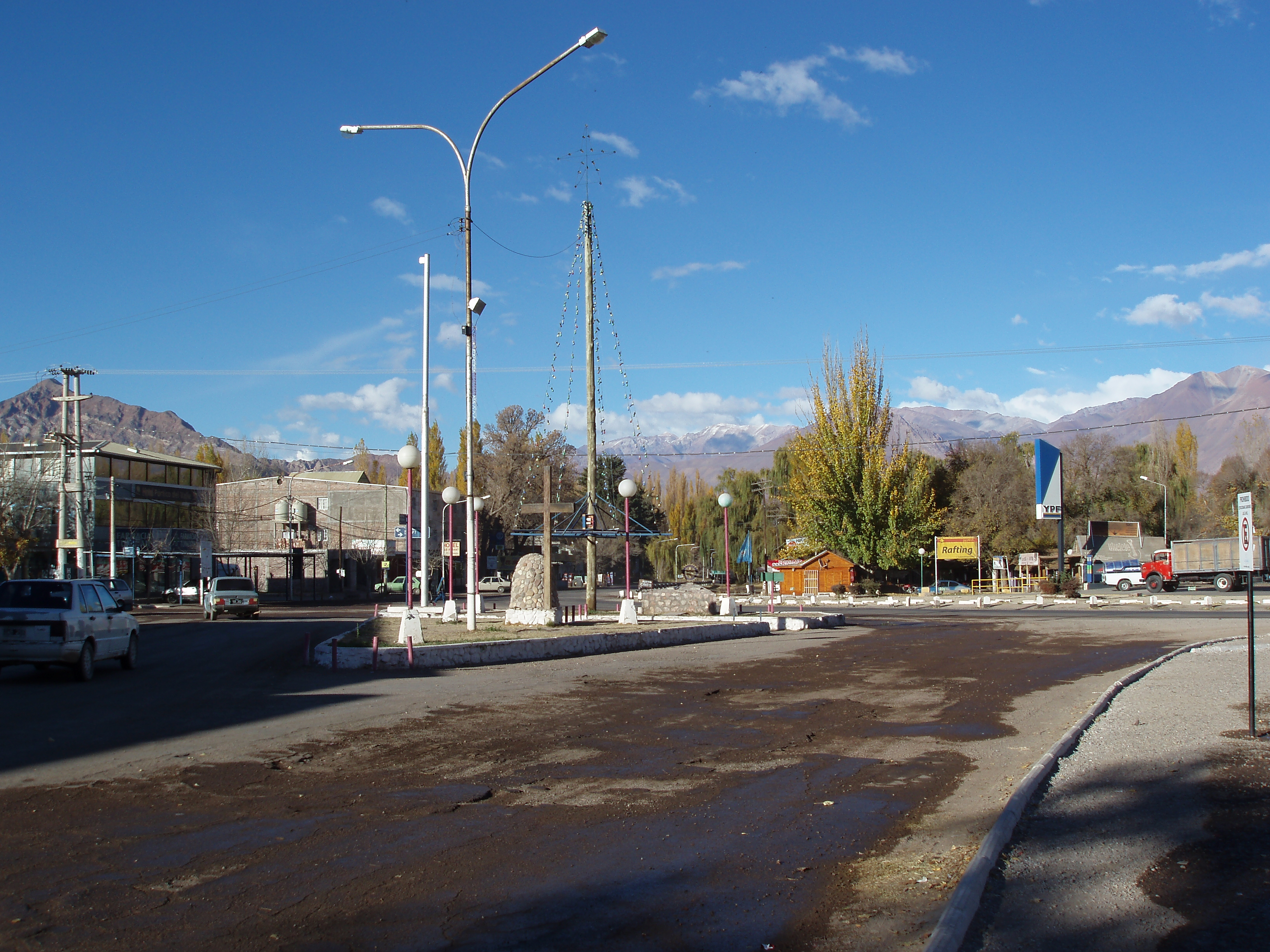
Hauptkreuzung Uspallatas mit der RN 7 und der RP 52

Im Ort treffen die Ruta Nacional 149, die nach Norden zur Grenze der Provinz San Juan und von dort weiter über Barreal und Calingasta nach Las Flores führt, und die Ruta Provicial 52 auf die Ruta Nacional 7. Über die kurvenreiche, ehemals als Ruta Nacional 7 fungierende Ruta Provincial 52 ist die Provinzhauptstadt Mendoza etwa 105 Kilometer entfernt, bis zur Grenze nach Chile am Túnel del Cristo Redentor sind es etwa 90 Kilometer.

## Geschichte
Es ist davon auszugehen, dass die Oase des Arroyo Uspallata und des Arroyo San Alberto bereits in vorkolonialer Zeit besiedelt war, erstmals trat die Ortschaft ins Licht der Geschichte, als 1817 argentinische Truppen unter dem Kommando von Juan Gregorio de Las Heras den Weg durch das Tal des Río Mendoza wählten, um im Rahmen der Befreiung Chiles die Anden zu überwinden.
Im Zusammenhang mit dem Bau der Transandenbahn zwischen Los Andes und Mendoza wurde Uspallata am 22. Februar 1891 durch die Eröffnung des Abschnitts nach Mendoza an das argentinische Eisenbahnnetz angeschlossen, erst 1910 wurde der Anschluss nach Los Andes in Chile hergestellt.

## Bevölkerung
Die Volkszählung von 2001 ergab für Uspallata einschließlich der Siedlungen La Fundición und Las Bóvedas 3.437 Einwohner, was gegenüber der Volkszählung von 1991 einen Bevölkerungszuwachs von 505 Einwohnern (17,2 %) ergibt.

## Wirtschaft
Neben der Landwirtschaft, hauptsächlich dem Anbau von Gemüse, sind der Tourismus und Transportgewerbe von großer Bedeutung.

## Tourismus
Uspallata ist aufgrund seiner Lage das Versorgungszentrum für Touristen, die zum Aconcagua und zum Parque Provincial Aconcagua weiterreisen. Vor Ort verdienen die Ruinen und das Museo Las Bóvedas Beachtung.

## Sonstiges
Die Stadt ist Namensgeber für den Uspallata-Gletscher in der Antarktis.